# Lomnicko
Lomnicko je svazek obcí v okresu Brno-venkov, jeho sídlem je Lomnice a jeho cílem je regionální rozvoj obecně. Sdružuje celkem 9 obcí a byl založen v roce 2004.

## Obce sdružené v mikroregionu
- Běleč
- Brumov
- Lomnice
- Ochoz u Tišnova
- Osiky
- Rašov
- Strhaře
- Synalov
- Zhoř